# Med is i magen
Med Is I Magen är punkbandet Asta Kasks första LP-skiva. Släpptes först på LP 1985 men sen på CD år 1991. På CD:n la man till sex låtar för att göra skivan "mera prisvärd".

## Låtar på albumet

### LP
| Nr | Titel             | Längd | Notering |
| -- | ----------------- | ----- | -------- |
| 1  | Psykiskt instabil | 2:53  |          |
| 2  | Fri               | 1:37  |          |
| 3  | Den enes bröd     | 2:03  |          |
| 4  | Till far          | 2:40  |          |
| 5  | Välkommen hem     | 3:31  |          |
| 6  | TV'n              | 2:53  |          |
| 7  | Psykopaten        | 2:30  |          |
| 8  | Robotar lever     | 2:42  |          |

### CD
| Nr | Titel                   | Längd | Notering   |
| -- | ----------------------- | ----- | ---------- |
| 1  | Välkommen hem           | 3:31  | Även på LP |
| 2  | TV'n                    | 2:53  | Även på LP |
| 3  | Psykopaten              | 2:30  | Även på LP |
| 4  | Robotar lever           | 2:42  | Även på LP |
| 5  | Psykiskt instabil       | 2:53  | Även på LP |
| 6  | Fri                     | 1:37  | Även på LP |
| 7  | Den enes bröd           | 2:03  | Även på LP |
| 8  | Till far                | 2:40  | Även på LP |
| 9  | Inget ljus              | 2:20  |            |
| 10 | För kung och fosterland | 1:53  |            |
| 11 | Sexkomplex              | 2:58  |            |
| 12 | Dom får aldrig mig      | 2:39  |            |
| 13 | Det är snett            | 2:25  |            |
| 14 | Lägg av                 | 1:02  |            |